# Risoba pratti
Risoba pratti är en fjärilsart som beskrevs av George Thomas Bethune-Baker 1906. Risoba pratti ingår i släktet Risoba och familjen trågspinnare. Inga underarter finns listade.